# Egon Egemann
Egon Egemann (Graz, 1963.), predstavnik Švicarske na Pjesmi Eurovizije 1990. Studirao je klasičnu violinu i jazz na Muzičkoj akademiji u Grazu. Pohađao je studije u Bostonu, te je osnovao sastav. 1989. je odlučio započeti solo karijeru, te je predstavljao Švicarsku na Euroviziji 1990. s pjesmom "Musik klingt in die Welt hinaus". Na Euroviziji je završio 11. 1998. je komponirao pjesmu  "Lass ihn" koja je predstavljala Švicarsku na Pjesmi Eurovizije 1998. Izvodila ju je Gunvor Guggisberg, a završila je zadnja bez bodova.